# ميليت 56
56 ميليت (بالانجليزية: / Melete 56) /ˈmɛlɪtiː) كويكب كبيرمُعتم في حزام الكويكبات الرئيسي بين مداري المريخ والمشتري، من اوائل الكويكبات المكتشفه يحمل الرقم 56 في التسلسل التاريخي من أكتشاف اجرام الحزام الصغيرة[بحاجة لمصدر] ، أُكتشف من قبل العالم هيرمان جولدشميث من حديقة منزله في باريس، في التاسع من سبتمبر 1857 ، الكويكب من نوع (P)[بحاجة لمصدر] يتكون من السيليكات الغنية العضوية والكربون والسيليكات اللامائية، مع احتمالية وجود جليد مائي داخلي.
تم الخلط في بداية اكتشافه بينه وبين الكويكب (دافني 41) حتى تم التأكد من وجوده تماما بعد مشاهدته مره ثانية في 27 أغسطس 1871، وتم قياس سطوع الكويكب بوساطة العالم الألماني فريدريش تيتجين، يمتلك 56 ميليت قدر مطلق (لو وضعناه بدل قمر الأرض) يصل إلى 8.31 وقدره الظاهري يصل إلى 12.7 ماغ.
تمت دراسة 56 ميليت بواسطة الرادار. وأعطت الملاحظات الضوئية لهذا الكويكب في مرصد Palmer Divide في كولورادو سبرينغز بولاية كولورادو في الولايات المتحدة في عام 2007 تم من خلاله حساب مدة دوران الكويكب حول نفسه وبلغت تلك المدة 18.1 ساعة، وتغير في السطوع قدره 0.15 ± 0.02 من حجم الكويكب.
تم ملاحظة عمليتي كسوف لاجرام نجمية وقعت خلف الكويكب 56 ميليت في عامي1997 ومرة أخرى عام 2002.

## خصائص المدار
متوسط البعد عن الشمس (نصف المحور الرئيسي) يبلغ 2.595 وحدة فلكية أي مايقارب 388.200.000 كم، نقطة اوج الكويكب حوالي 3.213 وحدة فلكية عن الشمس ونقطة حضيضه تصل إلى 295.717 وحدة فلكية عن الشمس، تم حساب مداره بواسطة العالم E. Schubert ، الذي أطلق عليه اسم Melete بحسب اسطورة الميوزات فأن تسمية الكويكب جاءت تيمناََ بالهة الإلهام وفق الميثيولوجيا الاغريقية. يمتلك الكويكب انحراف مداري 0.238. يصل متوسط بعده عن الأرض 1.6 وحدة فلكية، ومتوسط بعده عن المشتري 2.09069 وحدة فلكية.
قطر الكويكب يبلغ حوالي 121.333 كم وكتلته 4.61 × 1018 كغم، وتبلغ كثافته إلى 6.00 ± 1.31 g/cm3.

## أقرأ أيضا
- حزام الكويكبات
- 41 دافني
- كيبلر
- مختبر الدفع النفاث